# 関天培

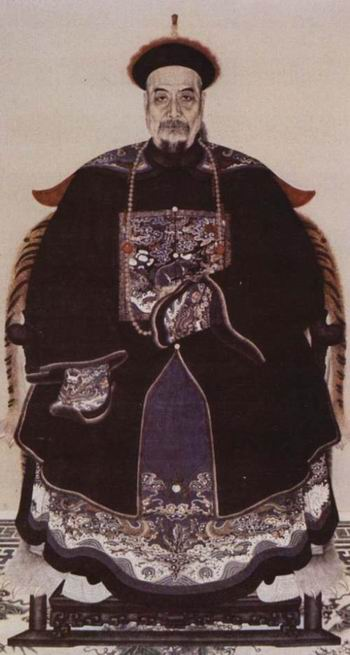

関 天培（かん てんばい、1781年 - 1841年2月26日）は、中国清末の武将。字は仲因、号は滋圃。諡号は忠節。清朝の民族的な英雄として高く評価されている。

## 生涯
江蘇省淮安府山陽県に生まれた。若い頃は一兵卒から立身し、長じては道光年間の清朝において重きをなした。『籌海初集』などを残した。江南提督、従一品広東水師提督を歴任。人望が厚く、身分をこえて慕われたという。その生き様は、のちの曽国藩らにも影響を与えた。
林則徐によるアヘン禁止が布かれた際は、これに協力し虎門でアヘン処分を敢行。イギリスとの主戦論をいち早く支持した。阿片戦争（アヘン戦争）勃発後、康熙年間に築かれていた虎門要塞を拡充、整備。広東防備と強化を唱え、イギリス艦隊を迎え撃つ。道光21年（1841年）2月6日、チャールズ・エリオット率いるイギリス軍の精鋭部隊と抗戦。虎門の戦いでは凄まじい攻防のなか自らも虎門要塞で奮戦し、最期は攻めかかる敵軍の一隊をおびき寄せ、もろとも玉砕したと伝えられている。その戦いぶりに感銘を受けた敵軍イギリス艦隊（ブレンハイム号）は弔砲を鳴らし、その死を悼んだ。淮安には碑があり、林則徐は書を贈ったという。

## その他
中国映画『阿片戦争』（1997年）では、林則徐の最大の理解者として描かれ、また出陣の際は自らの歯を抜歯して遺すように、と伝えた場面が登場している。